# Tramway Review (magazine)
 (juillet 2022).
Tramway Review, initialement connu sous le nom de The Tramway Review, est un magazine trimestriel britannique sur l'histoire des tramways en Grande-Bretagne et, dans une moindre mesure, des pays voisins, publié depuis 1950. Son contenu est destiné aux passionnés de tramway intéressés par l'histoire des tramways urbains du Royaume-Uni  et d'Irlande.
De 1950 à 2007, le magazine a été publié par la Light Railway Transport League (LRTL), connue depuis 1979 sous le nom de Light Rail Transit Association (LRTA). La même organisation publie le magazine mensuel Tramways & Urban Transit (également connu sous le nom de Modern Tramway, un ancien titre de longue date), depuis 1938. Le LRTL a lancé Tramway Review en 1950 pour permettre au tramway moderne de se concentrer sur les tramways actuels et futurs et les développements en cours, avec Tramway Review axé sur l'histoire et les systèmes fermés. 
À la mi-2007, la publication de Tramway Review et Tramways & Urban Transit a été reprise par une société nouvellement formée, LRTA Publishing Ltd.

## Format
Avec quelques variations très mineures, le magazine a toujours été publié au format A5. Initialement imprimés uniquement en noir et blanc, des graphismes en couleur ont été introduits sur la couverture dans les années 1960. La photographie de couverture est restée en noir et blanc, mais en 2004, une photographie couleur est apparue sur la couverture pour la première fois, avec le numéro 200[réf. nécessaire].